# Kee Groot
Cornelia Sara Groot, nota come Kee Groot, conosciuta anche con lo pseudonimo di Marijtje o Marijke (Hoorn, 5 settembre 1868 – Rijswijk, 25 giugno 1934), è stata un'attivista per i diritti delle donne olandese. 
È nota per essersi battuta per il suffragio femminile agli inizi del XX secolo. Dal 1900 fino alla sua morte, nel 1934, fu attiva come propagandista, reclutatrice e membro del consiglio direttivo dell'Associazione per il suffragio femminile (in olandese Vereeniging voor Vrouwenkiesrecht - VvVK).

## Biografia

### Infanzia e istruzione
Era la seconda di quattro figli di Maria Theresia Boon e Jan Groot. La famiglia, appartenente alla borghesia imprenditoriale liberale, era benestante e socialmente impegnata. Il padre di Kee, consigliere comunale e assessore a Hoorn, rappresentava politicamente la crescente classe media e popolare. La madre proveniva invece da una famiglia di insegnanti riformati olandesi originaria di Berkhout, una località vicina.
All'età di quattordici anni Kee Groot fu inviata nel collegio femminile Mon Désir a Driebergen, per ricevere una formazione da insegnante, ma poté esercitare questa professione solo per un breve periodo a causa di problemi di salute.. Anche sua sorella maggiore, Sara Cornelia (1867–1944), aveva frequentato lo stesso istituto. Dopo cinque anni, tuttavia, Kee decise di non proseguire una carriera nell’insegnamento e fece ritorno nella casa dei genitori a Hoorn.
Rimasta a casa, disoccupata e nubile, si impegnò in un’iniziativa sociale volta a ridurre le disuguaglianze tra ricchi e poveri attraverso l’educazione popolare. L’iniziativa, promossa da suo padre e da altri liberali riformisti della città, portò alla realizzazione di un bagno pubblico e, nel 1897, alla fondazione del club calcistico H.V.V. Volharding (successivamente rinominato Hollandia), con lo scopo di sottrarre i giovani più poveri alla strada. Il contributo di Kee a queste attività fu tale che, in occasione del 25º anniversario del club, le fu conferito il titolo onorifico di “Moeder Hollandia” (“Madre Hollandia”) e, per il suo sessantesimo compleanno nel 1928, la società sportiva le fece recapitare dei fiori in segno di riconoscenza.
Attribuì il suo successivo impegno sociale alla propria infanzia e alla famiglia di origine.
Nel 1900 fondò una fabbrica di cartone insieme a un amico, con l’intento di offrire alle lavoratrici una “vita dignitosa”. Lei stessa si metteva al lavoro già alle sei del mattino, “op de plakstoel” (letteralmente: sulla sedia dell’incollatura), per dare il buon esempio. Tuttavia, l’iniziativa fallì. In seguito Groot dichiarò: “Non ha funzionato. Significa che, sebbene arrivassero ordini e si lavorasse duramente, il capitale dell’impresa si era esaurito…”. Questo fallimento, raccontò, la condusse al femminismo. Aveva capito quanto fosse necessario il coinvolgimento delle donne, perché in qualità di direttrice aveva vissuto personalmente “la dura umiliazione e le dannose conseguenze della loro esclusione”.

### Vereeniging voor Vrouwenkiesrecht
Venne a contatto per la prima volta con la Vereeniging voor Vrouwenkiesrecht (VvVK) nel 1900, quando assistette a una conferenza di Aletta Jacobs a Hoorn. Sebbene suo padre fosse presidente dell’associazione per il suffragio che organizzava l’evento, inizialmente non le permise di far parte del consiglio direttivo della VvVK. Nonostante ciò, Groot si impegnò subito per la VvVK e contribuì alla fondazione di sezioni a Hoorn e dintorni. Nel 1907 viaggiò con Jacobs nel Noord-Holland per promuovere gli interessi della VvVK e fondare nuove sezioni.  Il successo di un incontro a Enkhuizen nel 1907, da cui nacque una nuova sezione con 58 membri, testimoniò l’efficacia del loro impegno. Durante un'altra assemblea, tenutasi in una cittadina di provincia di fronte a un pubblico annoiato composto da signore dell’alta società e dai loro figli, ebbe un’intuizione destinata a segnare la sua attività futura: si presentò nei panni della contadina Marijtje, con il copricapo tradizionale della Frisia Occidentale, e raccontò con umorismo, in dialetto, le fatiche della vita rurale, concludendo che anche le donne di campagna e le loro figlie avevano diritto a "un po’ di influenza". La serata fu un successo, e nacque così il personaggio di Marijtje, che divenne il suo alter ego più celebre. Attraverso Marijtje, riuscì a raggiungere un gruppo di donne che in gran parte era escluso dal dibattito sul suffragio femminile.
Dopo il terzo congresso della Wereldbond voor Vrouwenkiesrecht svoltosi ad Amsterdam nel 1908, la VvVK crebbe in numero di soci e notorietà. La propaganda, nel senso più ampio del termine, divenne un elemento centrale della strategia dell’associazione. 
Oltre alla pubblicazione di materiale dell’associazione, venivano organizzati vivaci eventi in cui trovavano spazio anche momenti ricreativi come canto e teatro. Nel 1909 venne ufficialmente nominata prima “propagandista per il suffragio” della VvVK. Marijtje rimase una relatrice molto apprezzata nelle riunioni della VvVK e di altre associazioni anche dopo la conquista completa del suffragio femminile nel 1919. In un'antologia di prose da recitare durante le riunioni, il “lavoro” di Marijtje era presentato accanto a quello di autori come Multatuli e Charlotte Perkins Gilman.
Nel 1917, insieme ad altri autori, pubblicò Kakelen is geen windeieren leggen, un componimento satirico illustrato di 75 pagine che denunciava con ironia l'ipocrisia dei politici maschi. Solo nel 1918 entrò a far parte del consiglio direttivo della Vereeniging voor Vrouwenkiesrecht. L’anno successivo, ottenuto il suffragio femminile e la sua inclusione nella Costituzione, abbandonò l’attività propagandistica per dedicarsi all’educazione civica.

### Manifestazione per il suffragio femminile
Il 18 giugno 1916 si tenne ad Amsterdam una grande manifestazione per il suffragio femminile, che vide sfilare per le vie della città circa 18.000 donne e uomini. Sebbene vi partecipassero numerose associazioni, l'iniziativa era nata su impulso della *Vereeniging voor Vrouwenkiesrecht*. Nell’organizzazione del corteo, Marijtje fu collocata in una posizione centrale, al pari del consiglio direttivo, accanto – tra gli altri – ad Aletta Jacobs. Vestita da contadina e a bordo di un carro agricolo, attraversò la città tra le delegazioni portabandiera dei vari dipartimenti dell’Olanda Settentrionale, attirando grande attenzione. Il *Gedenkboek van de demonstratie voor vrouwenkiesrecht* celebra con entusiasmo la presenza scenica di Marijtje e Teun, quest’ultimo interpretato da un uomo rimasto anonimo. Nel volume è incluso anche un intervento della stessa Marijtje, intitolato Wat Marijtje te vertellen heeft.

### Dopo il suffragio
Dopo il 1919 rimase attiva nella VvVK (che in quell’anno cambiò nome in Vereniging van Staatsburgeressen) e di cui, già dal 1918, era membro del consiglio direttivo. Mise inoltre le sue capacità – e il personaggio di Marijtje – al servizio di altre organizzazioni femministe come la Nederlandse Vereniging van Huisvrouwen. Fu anche coinvolta nella Vrijzinnig Democratische Bond. 
Per conto della Vereeniging van Staatsburgeressen, che raccolse l’eredità della VvVK, tenne corsi sull’ordinamento statale e sui programmi dei partiti politici, incoraggiando le donne a intervenire nel dibattito pubblico scrivendo alle amministrazioni locali, specialmente in occasione di decisioni che toccavano direttamente i loro interessi.
In occasione del suo sessantesimo compleanno, fu solennemente celebrata da diverse associazioni di cui era (stata) membro e propagandista. Durante le celebrazioni – in tutto tre – intervennero, tra gli altri, Henri Marchant e Betsy Bakker-Nort. 
Si sa poco della vita privata di Kee Groot. Nel 1930 si trasferì a L'Aia insieme a Hillechina Catharina Muntinga (1869–1954), con la quale condivideva già da tempo la quotidianità. Le due vissero in Diepenburchstraat fino al maggio 1934, quando si spostarono nella vicina Van Blankenburgstraat. Poco dopo, il 25 giugno 1934, Kee Groot morì all’età di 65 anni in un ospedale di Rijswijk.

## Pubblicazioni
- Groot, C.S., Lina Gratama e R.V. Wulfften Palthe-Broese van Groenou. Parodie op de Behandeling van Artikel 80, of ‘Kakelen is geen Windeieren leggen’: Politieke Revue naar Platen van diverse tijdschriften en Teekeningen voor dit Doel Vervaardigd door W. Sluiter en naar Uitspraken van Politieke Grootheden in den Jare 1916. L. J. C. Boucher, 1916.
- ---. "Wat Marijtje d'er van Docht." Verzameld Proza, ed. Sophie Wichers, Vereeniging voor Vrouwenkiesrecht, 1915, pp. 36-47, via Atria.
- ---. "Wat Marijtje te vertellen heeft." Gedenkboek van de demonstratie voor vrouwenkiesrecht op 18 Juni te Amsterdam. ed. Aletta Jacobs, Vereeniging voor Vrouwenkiesrecht, 1916, pp. 29-35, via Atria.